# Srdečně vás zveme
Srdečně vás zveme (v anglickém originále You're Cordially Invited) je americká romantická komedie z roku 2025, kterou pro společnost Amazon MGM Studios napsal a režíroval Nicholas Stoller. V hlavních rolích se představili Will Ferrell a Reese Witherspoon.
Film byl uveden na Amazon Prime Video 30. ledna 2025 a kritika jej hodnotila smíšeně.

## Děj
Ovdovělý otec Jim je překvapen, když se jeho dcera Jenni zasnoubí s přítelem Oliverem. Okamžitě rezervuje Palmetto House na ostrově v Georgii, kde se kdysi oženil s její matkou. Stejný termín si ale nezávisle rezervuje i Margot, televizní producentka z Los Angeles, pro svatbu své sestry Neve – a to kvůli vzpomínkám z dětství. Obě strany zjistí o dvojité rezervaci až po příjezdu.
Po dohodě se rozhodnou sdílet ostrov, což vede k sérii trapasů a konfliktů. Margot omylem udeří Jenni do obličeje mikrofonem. Jim se pomstí zpožděním obřadu a zničí molo během druhé svatby. Později se však s Margot sbližují a omluví se. Když Margot spatří, jak si myslí, že Oliver líbá družičku, oznámí to Jimovi. Ukáže se, že šlo o záměnu osob, ale Jim už o tom stihl říct Jenni, což způsobí další krizi: Jenni odjíždí a ruší svatbu.
Margot a Jim se později znovu setkají. Po dramatickém incidentu se živým aligátorem se Margot usmíří s rodinou i s Jimem. Jim se s Margot vrací do Atlanty a přesvědčí Jenni, aby znovu neodmítala lásku. Jenni a Oliver zůstávají spolu, ale svatbu ruší.
Na Den díkůvzdání navštíví celá rodina Margot v Los Angeles, kde Jim požádá Margot o ruku. Ta souhlasí, ale navrhne, že raději utečou a vezmou se bez další svatební pohromy.